# Soterek

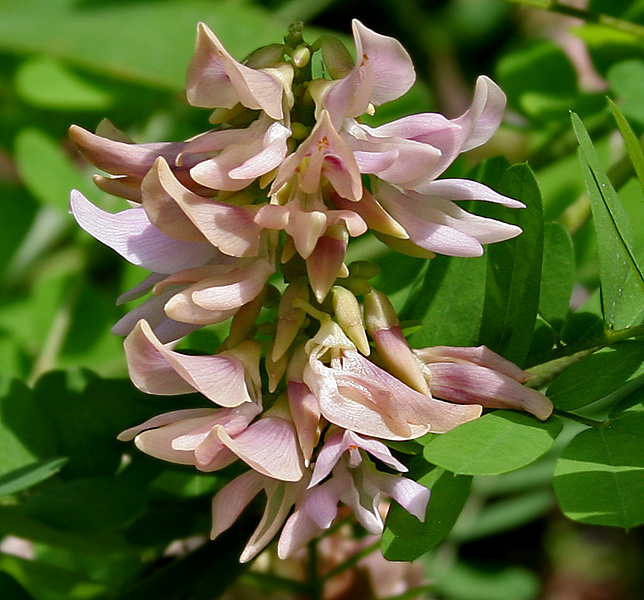
Květenství soterku obecného

Soterek (Abrus), někdy uváděný jako sotorek, je rod tropických rostlin z čeledi bobovité a jediný rod tribu Abreae. Soterky jsou tenké liány se složenými listy a motýlovitými květy, pocházející z tropů Starého světa. Nejznámější je soterek obecný, popínavá rostlina jejíž dvoubarevná velmi jedovatá semena se s oblibou používají na výrobu náhrdelníků a jiných ozdobných předmětů.

## Popis
Soterky jsou tenké dřevnaté liány nebo řidčeji keře či polokeře se sudozpeřenými listy. Listy jsou téměř přisedlé nebo krátce řapíkaté, složené z mnoha párů obvykle drobných a vstřícných lístků. Střední osa listu bývá zakončena štětinou. Palisty jsou drobné, tenké nebo redukované jen na hrbolky. Listové úponky chybějí. Květy jsou drobné, bílé, červenohnědé, fialové nebo růžové, krátce stopkaté až téměř přisedlé, uspořádané v hroznech vyrůstajících na vrcholu postranních olistěných nebo bezlistých větévek. Kalich je zvonkovitý, na vrcholu laločnatý nebo krátce zubatý. Pavéza je obvejčitá, krátce nehetnatá, křídla jsou kratší než člunek, podlouhle čárkovitá a dlouze nehetnatá. Člunek je široký a zakřivený. Tyčinky jsou jednobratré, v počtu 9, srostlé v trubičku přirostlou k pavéze, z květu nevyčnívající. Semeník] je téměř přisedlý, s několika až mnoha vajíčky a krátkou zahnutou čnělkou nesoucí hlavatou bliznu. Lusky jsou podlouhlé až čárkovité, ploché, uvnitř s tenkými přehrádkami, pukající 2 chlopněmi. Semena jsou kulovitá, tvrdá, lesklá, často z části jasně červená a z části černá.

## Rozšíření
Rod Abrus zahrnuje 17 druhů, které pocházejí z tropů Starého světa. Nejvíce druhů se vyskytuje v Africe a na Madagaskaru, 4 druhy v Asii. Některé druhy, především soterek obecný a Abrus pulchellus byly zavlečeny do tropické Ameriky, kde zdomácněly.

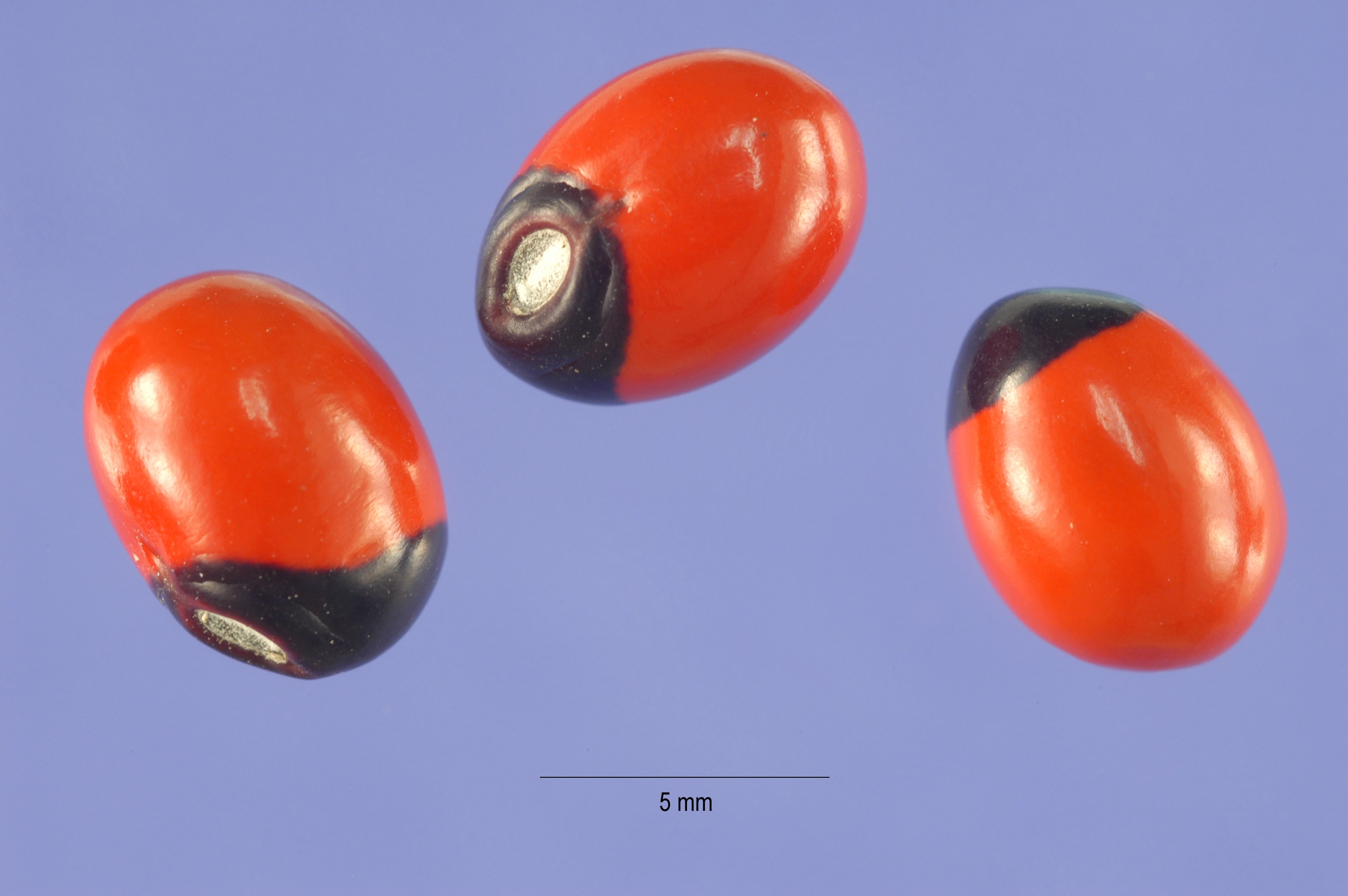
Semena soterku obecného

## Taxonomie
Po dlouhou dobu byly příbuzenské vztahy rodu Abrus v rámci podčeledi bobovitých Faboideae problematickou otázkou. Na základě morfologie listů, stonků nebo plodů byl nejčastěji řazen do příbuzenstva rodů vikev (Vicia), sója (Glycine) nebo fazol (Phaseolus), případně považován za taxon stojící morfologií na pomezí mezi triby Vicieae, Phaseoleae a Dalbergieae. V roce 1964 byl pak zařazen do samostatného tribu Abreae, obsahujícího tento jediný rod. Nejblíže příbuznými skupinami jsou podle současné taxonomie bobovitých triby Phaseoleae, Millettieae a Indigofereae.

## Obsahové látky a toxicita
Semena soterku obecného (Abrus precatorius) obsahují abrin, jedovatou bílkovinu (toxalbumin) způsobující aglutinaci červených krvinek a hemolýzu. Svým účinkem i strukturou je abrin podobný ricinu, silně jedovaté bílkovině ze semen skočce obecného (Ricinus communis), a náleží k nejprudším známým rostlinným jedům. Smrtelná dávka čistého abrinu je 0,001 až 0,002 mg na kilogram živé váhy. Dalšími obsahovými látkami jsou mj. deriváty indolu, anthokyany, steroly a triterpeny.
V kořenech je přítomen zejména glycyrrhizin, který jim dává lékořicovou vůni, dále precol, abrol, a alkaloidy abrasin a precasin a triterpenoidy abruslacton A, methyl-abrusgenát a kyselina abrusgenová.
Semena soterku jsou silně jedovatá. Jako smrtelná dávka pro člověka je uváděno množství půl semene (tedy asi 0,06 g), pokud bylo před polknutím rozžvýkáno. Otrava může být způsobena i neopatrnou manipulací s ozdobnými předměty vyrobenými ze semen soterku, pokud byla semena provrtána nebo je jinak porušeno jejich tvrdé osemení. Semena s neporušeným osemením procházejí trávicím traktem bez újmy. Účinná látka se při teplotách nad 65 °C rozkládá a semena po tepelné úpravě ztrácejí svoji jedovatost.
Smrtelná dávka semen pro koně je asi 60 gramů, smrt pak nastává v průběhu 18 hodin. Hovězí dobytek, kozy a psi jsou vůči tomuto jedu odolnější.

## Zajímavosti
Semena soterku obecného (Abrus precatorius) byla zlatníky ve východní Asii v historické době používána jako standardní váhová jednotka, podobně jako v Evropě semena rohovníku obecného, která dala vzniknout váhové jednotce zvané karát. Hmotnost semene soterku obecného je 0,113 g.

## Zástupci
- soterek obecný (Abrus precatorius)

## Význam
Zajímavě červeno-černě zbarvená tvrdá semena soterku obecného (Abrus precatorius) jsou občas využívána na výrobu náhrdelníků a podobných předmětů, ačkoliv jsou velmi jedovatá. Aglutininy izolované ze semen mají využití v medicíně při léčbě hepatitidy a AIDS. Listy, kořeny i semena soterku jsou ve Vietnamu využívány v pomístní medicíně.